# 車仁杓
車仁杓（1967年10月14日—），韓國男演員、模特兒，名字一般被音譯為車仁表。

## 影視作品

### 電視劇
- 1993年：MBC《Pilot》飾演 大韓航空飛行機械員（特別出演）
- 1993年：MBC《一個屋簷下的三家》
- 1994年：MBC《兒子和女人》
- 1994年：MBC《愛情在你懷中（朝鲜语：사랑을 그대 품안에）》飾演 姜奉浩
- 1995年：KBS《製造男人》
- 1996年：KBS《報告長官》
- 1997年：MBC《最愛的人是你》飾演 朴英奎
- 1997年：MBC《星夢奇緣》飾演 李俊熙
- 1997年：MBC《英雄氾濫》
- 1998年：MBC《你和我》
- 1999年：MBC《王朝》又譯《铁汉柔情》
- 1999年：SBS《美麗的漢城》
- 2000年：SBS《火花》飾演 崔忠赫
- 2000年：MBC《黃金時代》 飾演 朴光哲
- 2001年：MBC《那女人的家》 飾演 張泰株
- 2003年：中國大陸《四大名捕會京師》飾演 鐵手
- 2003年：SBC《完整的愛》飾演 朴斯宇
- 2004年：MBC《英雄時代（朝鲜语：영웅시대_(2004년_드라마)）》
- 2005年：SBS《香港特急》飾演 崔強赫
- 2005年：CCTV《天若有情》飾演 季冬陽
- 2007年：MBC《白色巨塔》飾演 盧民國教授
- 2010年：KBS《名家》飾演 崔俊
- 2010年：SBS《大物》飾演 姜賢錫
- 2011年：MBC《階伯》飾演 武辰
- 2012年：KBS《需要仙女》飾演 車世洲
- 2014年：SBS《無盡的愛》飾演 千泰雄
- 2015年：Netflix《超感獵殺》飾演 朴善的律師
- 2015年：JTBC《D-Day》飾演 具自赫
- 2016年：KBS《月桂樹西裝店的紳士們》飾演 裴三道
- 2023年：tvN《特务家族》飾演 （特別出演）

### 電影
- 1996年：《人间地狱》
- 1998年：《麻辣教師》饰演 基风
- 1999年：《Doctor K》饰演 姜志民
- 2002年：《鐵沙掌》饰演 Iron Palm
- 2003年：《大麥地的夏天》饰演 金神父
- 2004年：《木浦黑幫天堂》饰演 白圣基
- 2006年：《韓半島》饰演 李相铉
- 2008年：《北逃》饰演 金容秀
- 2009年：《小石头的梦》饰演 林尚贤
- 2012年：《摩天樓》饰演 赵会长
- 2012年：《订婚》（약혼）（特别出演）
- 2013年：《流感》饰演 总统（特别出演）
- 2014年：《我的男孩》饰演 道宫
- 2015年：《首尔热搜》饰演 金老师
- 2017年：短片《50》导演
- 2019年：《Ongals》导演、主演、制片人、剪辑
- 2020年：《天堂任务：天路历程》（Heavenquest: A Pilgrim's Progress）饰演 艾尔德
- 2021年：《完美的車先生》饰演 车仁杓
- 2023年：《甜蜜蜜：7510》饰演 车石浩

## 綜藝節目
- 2012年：KNN《伟大的飞行》（위대한 비행）旁白[2]
- 2013年：SBS《谢谢》主持[3]
- 2018年：SBS《BIG PICTURE FAMILY》[4]
- 2018年—2019年：MBC《窮民丈夫》[5]
- 2020年：TV朝鮮《Kingsman》（킹스맨）主持[6]
- 2021年：tvN《火花美男》（불꽃미남）[7]
- 2021年—2022年：JTBC《西式快餐》（시고르 경양식）[8]
- 2022年：KBS1《钟路照相馆》（종로 사진관）主持[9]
- 2023年：SBS《邻居家的丈夫们—绿色父亲会》（옆집 남편들-녹색 아버지회）[10]

## 著書
- 2009年《再見，山坡》（長篇小說）ISBN 9788952211033

## 外部連結
- Official Microblog[] 於 Cyworld 
- 車仁杓的Instagram帳戶
- 車仁杓在NAVER上的资料
- 車仁杓在互联网电影资料库（IMDb）上的資料（英文）
- 車仁杓在韩国电影数据库（KMDb）上的資料（韓語）